# Hinterer Zinggenstock
Hinterer Zinggenstock (alternativt: Hindre Zinggenstock eller Hinder Zinggestock) är en bergstopp i kommunen Guttannen i kantonen Bern i Schweiz. Den är belägen i Bernalperna, cirka 75 kilometer sydost om huvudstaden Bern. Toppen på Hinterer Zinggenstock är 3 040 meter över havet.